# The Facts of Life
|  | Aquest article tracta sobre la pel·lícula. Si cerqueu la sèrie de televisió, vegeu «The Facts of Life (sèrie)». |

 The Facts of Life és una pel·lícula estatunidenca dirigida per Melvin Frank i estrenada el 1960.

## Argument
Comèdia sobre dos homes de classe mitjana que estan avorrits de les seves vides i dels seus matrimonis.

## Repartiment
- Bob Hope: Larry Gilbert
- Lucille Ball: Kitty Weaver
- Ruth Hussey: Mary Gilbert
- Don DeFore: Jack Weaver
- Louis Nye: Charles Busbee
- Philip Ober: Doc Mason
- Marianne Stewart: Connie Mason
- Hollis Irving: Myrtle Busbee
- Peter Leeds: Thompson
- Hollis Irving: Myrtle Busbee
- William Lanteau: Empleat de companyia aèria
- Robert F. Simon: Empleat de motel
- Louise Beavers: Gussie
- Mike Mazurki: Primer marit

## Premis i nominacions

### Premis
- 1961: Oscar al millor vestuari per Edith Head i Edward Stevenson

### Nominacions
- 1961: Oscar al millor guió original per Norman Panama i Melvin Frank
- 1961: Oscar a la millor fotografia per Charles Lang
- 1961: Oscar a la millor direcció artística per J. McMillan, Johnson Kenneth, A. Reid i Ross Dowd
- 1961: Oscar a la millor cançó original per Johnny Mercer per la cançó "The Facts of Life"
- 1961: Globus d'Or a la millor pel·lícula musical o còmica
- 1961: Globus d'Or a la millor actriu musical o còmica per Lucille Ball
- 1961: Globus d'Or al millor actor musical o còmic per Bob Hope